# Парламентские выборы в Ираке (2010)
Выборы в Совет представителей Ирака состоялись 7 марта 2010 года. По опубликованным данным наибольшее количество голосов набрал возглавляемый бывшим временным премьер-министром Ирака Айядом Аллауи блок «Аль-Иракия». Чуть меньше получила «Коалиция в поддержку государства закона», возглавляемая действующим премьер-министром Ирака Нури аль-Малики.
Всего на 325 депутатских мандатов претендовали 6218 кандидатов.

## Результаты выборов
| Избирательный блок                                                                                     | Число голосов  | Количество мест в Совете |
| --- | -------------- | ------------------------ |
| Аль-Иракия                                                                                             | 2 849 612      | 91                       |
| Коалиция в поддержку государства закона                                                                | 2 792 083      | 89                       |
| Иракский национальный альянс                                                                           | 2 092 066      | 70                       |
| Курдистания                                                                                            | 1 681 714      | 43                       |
| Движение за перемены                                                                                   | 476 478        | 8                        |
| Иракское единство                                                                                      | 306 647        | 3                        |
| Фронт иракского согласия                                                                               | 298 226        | 6                        |
| Курдский исламский союз                                                                                | 24 372         | 4                        |
| Исламское курдское общество                                                                            | 15 253         | 3                        |
| Список Двуречья                                                                                        | ?              | 1                        |
| Итого                                                                                                  | 10 536 451 (?) | 318                      |
| Источники: themajlis.org, Institute for the Study of War (данные, основанные на 100% подсчете голосов) |                |                          |

Оставшиеся 7 мест должны быть распределены между победившими партиями.

## Пересчет голосов
В связи с многочисленными нарушениями на выборах результаты оспаривались основными участниками выборов. После давления со стороны основных политических сил избирательная комиссия Ирака приняла решение частично пересмотреть итоги выборов.
Предполагалось, что пересчет голосов, который начался 3 мая 2010 года, займет приблизительно две-три недели. Третьего мая, через несколько часов после начала процедуры пересчета голосов сторонники Нури аль-Малики заявили о несогласии с используемыми для пересчета методами и обратились в суд, потребовав более тщательной проверки бюллетеней.
По сообщениям прессы, появившимся 1 июня 2010 года, Верховный суд Ирака признал легитимными результаты всеобщих парламентских выборов, распределение мандатов между избирательными блоками осталось без изменений.

## Формирование правительства
4 мая 2010 года после почти двух месяцев переговоров было объявлено о достижении соглашения «Коалиции в поддержку государства закона» и «Иракского национального альянса» о формировании единого блока в парламенте. Через два дня, 6 мая один из высокопоставленных чиновников правительства Курдистана заявил о том, что представители курдских партий поддержат любого кандидата в премьер-министры, выдвинутого новым альянсом.
Первая сессия нового состава избранного парламента состоялась 14 июня 2010 года.